# Бідзіна Кулумбегов
Бідзіна Кулумбегов (груз. ბიძინა კულუმბეგოვი; 30 січня 1980) — грузинський педіатр, алерголог і телеведучий.

## Життєпис
Бідзіна Кулумбергов народився 30 січня 1980.
У 1999-2005 навчався у Тбіліському державному медичному університеті.
У 2005—2008 рр. працював ординатором Тбіліського державного медичного університету — лікар-педіатр.
У 2008 році пройшов 3-місячне стажування в Австрії. У Лінцській клініці матері та дитини.
У 2020 році разом із Гванцем Дараселією був співведучим програми «Пандемія» на телеканалі «Рустав 2».